# Nomoclastes quasimodo
Espèce
Nomoclastes quasimodo est une espèce d'opilions laniatores de la famille des Nomoclastidae.

## Distribution
Cette espèce est endémique du département de Cundinamarca en Colombie. Elle se rencontre vers Sasaima.

## Description
Le mâle holotype mesure 2,60 mm et la femelle paratype 2,80 mm.

## Systématique et taxinomie
Cette espèce a été décrite par Pinto-da-Rocha en 1997.

## Étymologie
Cette espèce est nommée en référence à Quasimodo.

## Publication originale
- Pinto-da-Rocha, 1997 : « Systematic review of the Neotropical family Stygnidae (Opiliones, Laniatores, Gonyleptoidea). » Arquivos de Zoologia do Estado de São Paulo, vol. 33, no 4, p. 163–342.